# Полыгалов, Павел Андреевич
Павел Андреевич Полыгалов (1912—1968) — советский военный авиационный штурман. Участник Великой Отечественной войны. Герой Советского Союза (1944). Полковник.

## Биография
Родился 28 января (15 января — по старому стилю) 1912 года в губернском городе Пермь Российской империи (ныне город, административный центр Пермского края Российской Федерации) в семье рабочего. Русский. Окончил семь классов средней школы и школу ФЗУ. В ряды Рабоче-крестьянской Красной Армии вступил добровольцем в 1931 году. В 1933 году он окончил Объединённую школу военных пилотов и авиационных техников в Перми, а в 1936 году — 9-ю военную школу лётчиков и лётчиков-наблюдателей в Чугуеве. До войны служил в бомбардировочной авиации. В 1941 году окончил курсы усовершенствования командного состава штурманов Рабоче-крестьянского Красного Воздушного Флота и в июле того же года получил направление в Воронеж, где шло формирование 421-го дальнебомбардировочного авиационного полка особого назначения. В конце июля 1941 года полк перебазировался в Ростов-на-Дону. В августе того же года он вошёл в состав 81-й авиационной дивизии дальнего действия и в начале сентября был переброшен на аэродром Ундол под Владимир.
В боях с немецко-фашистскими захватчиками капитан с 7 сентября 1941 года в должности штурмана корабля. За годы войны Павел Андреевич воевал на самолётах Ер-2, ТБ-3, Р-5, ПС-84, СБ, Ил-4 и Б-25. В течение 1941 года в качестве штурмана совершил 18 боевых вылетов на бомбардировку скоплений войск противника и его военной инфраструктуры в условиях подавляющего преимущества немцев в воздухе. 9 октября 1941 года при налёте на железнодорожный узел Смоленск на самолёте Полыгалова огнём зенитной артиллерии был повреждён один мотор. Однако это не помешало Павлу Андреевичу точно вывести самолёт на заданную цель. При возвращении на свой аэродром экипаж вынужден был покинуть загоревшийся самолёт над территорией, занятой противником. Через 12 дней экипаж пересёк линию фронта и благополучно вернулся в часть.
В декабре 1941 года 421-й дальнебомбардировочный полк был преобразован в 747-й авиационный полк дальнего действия в составе 3-й авиационной дивизии дальнего действия. С середины февраля 1942 года, действуя с аэродрома Кратово в интересах Северо-Западного, Калининского, Западного и Брянского фронтов, штурман корабля Ер-2 капитан П. А. Полыгалов участвовал в налётах на скопления войск противника и бомбардировках железнодорожных узлов, воинских эшелонов и аэродромов противника. Павел Андреевич выводил свой бомбардировщик на цели в Витебске, Минске, Орше, Ярцево, Вязьме, Смоленске, а также участвовал в разведывательных полётах в ближнем и глубоком тылу неприятеля. В июне 1942 года капитан Полыгалов одним из первых в дальней авиации освоил маршрут по перегону самолётов Б-25 из Ирака в СССР. С лета 1942 года Павел Андреевич воевал на самолёте Б-25 в экипаже А. А. Баленко. В период с 25.07. по 09.09.1942 года штурман Полыгалов участвовал в четырёх налётах на Кёнигсберг и одном налёте на Данциг. В августе 1942 года полк, в котором служил Полыгалов, участвовал в боях на сталинградском направлении. Экипажи полка вынужденно использовались в качестве фронтовых бомбардировщиков, в связи с чем полк понёс большие потери. В одном из боёв был подбит и Б-25 Полыгалова, но экипажу удалось дотянуть до своей территории и выброситься с парашютами. В ноябре 1942 года Павел Андреевич участвовал в выполнении специальных заданий командования по разбрасыванию листовок в районе Краматорска, Сталино, Макеевки и Орджоникидзе, в ходе которых было сброшено более десяти миллионов единиц агитационных материалов.
В июне 1943 года из оставшихся в строю пяти экипажей 747-го авиационного полка и 15-го гвардейского авиационного полка авиации дальнего действия был сформирован 22-й гвардейский авиационный полк дальнего действия в составе 5-й гвардейской авиационной дивизии 4-го гвардейского авиационного корпуса дальнего действия. Полыгалов, ставший к этому времени майором, был назначен на должность штурмана полка. Летом 1943 года полк участвовал в Курской битве, осенью 1943 года гвардии водил группы бомбардировщиков ТБ-7 на военные объекты противника в Смоленске и Орше. Весной 1944 года Павел Андреевич участвовал в Уманско-Ботошанской операции 2-го Украинского фронта. Летом 1944 года 22-й гвардейский авиационный полк участвовал в операции «Багратион» на бобруйском направлении. Гвардии майор П. А. Полыгалов особенно отличился в первые дни наступления Красной Армии в Белоруссии. При бомбардировке вражеских объектов в Селище 23 и 24 июня 1944 года каждый раз около часа находился в секторах обстрела зенитной артиллерии, осуществляя подсветку целей, за что ему была объявлена благодарность от имени Верховного Главнокомандующего.
В августе 1944 года 4-й гвардейский авиационный корпус дальнего действия был переброшен на Украину и принимал участие в Ясско-Кишинёвской операции. В боевых вылетах как правило участвовал в качестве лидера наведения и контролёра полка и дивизии. Одновременно Павел Андреевич участвовал в специальных заданиях командования, которые заключались в доставке оружия, боеприпасов, медикаментов и других военных грузов для Югославской Народной Армии. Всего к октябрю 1944 года гвардии майор П. А. Полыгалов совершил 190 боевых вылетов, в том числе 4 вылета на Кёнигсберг, 1 вылет на Данциг, 3 вылета на Хельсинки и 16 вылетов к югославским партизанам. 55 боевых вылетов Павел Андреевич совершил в качестве лидера наведения самолётов на цель и контролёра полка и дивизии. За время боевой работы в должности штурмана полка, 22-й гвардейский авиационный полк дальнего действия совершил 2810 боевых вылетов. Начав работу с пятью экипажами в 1943 году, гвардии майор Полыгалов к октябрю 1944 года руководил действиями штурманов двадцати восьми экипажей. За это время Павел Андреевич хорошо поставил в полку обучение молодых штурманов и лично подготовил к штурманской работе 32 лётчика. За образцовое выполнение боевых заданий командования на фронте борьбы с немецкими захватчиками и проявленные при этом отвагу и геройство указом Президиума Верховного Совета СССР от 5 ноября 1944 года было присвоено звание Героя Советского Союза. Вскоре ему было присвоено и очередное воинское звание — подполковник.
В декабре 1944 года в связи с реформированием авиации дальнего действия 22-й гвардейский авиационный полк был преобразован в 238-й гвардейский Севастопольский бомбардировочный авиационный полк в составе 15-й гвардейской бомбардировочной авиационной дивизии 4-го гвардейского бомбардировочного авиационного корпуса 18-й воздушной армии. В последние месяцы войны гвардии подполковник П. А. Полыгалов совершил ещё семь боевых вылетов, в том числе на бомбардировку военных объектов и железнодорожных узлов в Веспреме (Венгрия) и Зноймо (Чехословакия). Его общий налёт составил 1392 часа, из которых 830 часов боевого налёта. Боевой путь Павел Андреевич завершил 9 мая 1945 года на аэродроме Текел в Венгрии.
После войны продолжил службу в ВВС СССР. В 1953 году он окончил Высшую лётно-тактическую школу командиров частей Дальней авиации (Иваново) и ему было присвоено воинское звание полковника. После увольнения в запас в 1959 году Павел Андреевич жил и продолжал трудиться в авиагарнизоне Остафьево Ленинского района Московской области (ныне микрорайон Остафьево Новомосковского административного округа города Москвы). 4 октября 1968 года Павел Андреевич скончался. Похоронен на Аллее Героев кладбища «Красная горка» в городе Подольске.

## Награды
- Медаль «Золотая Звезда» (05.11.1944);
- орден Ленина (05.11.1944);
- три ордена Красного Знамени (20.02.1942; 31.12.1942; ?);
- орден Александра Невского (29.12.1943);
- орден Отечественной войны 1 степени (25.07.1945);
- два ордена Красной Звезды;
- медали, в том числе:

медаль «За боевые заслуги».

## Память
- Мемориальная доска в честь Героя Советского Союза П. А. Полыгалова установлена в пгт Озёрное Житомирской области Украины.

## Документы
- Общедоступный электронный банк документов «Подвиг Народа в Великой Отечественной войне 1941—1945 гг.» Дата обращения: 3 августа 2012. Архивировано из оригинала 13 марта 2012 года.

Представление к званию Героя Советского Союза и указ ПВС СССР о присвоении звания. Дата обращения: 3 августа 2012. Архивировано 1 октября 2012 года.
Представление к ордену Ленина. Дата обращения: 3 августа 2012. Архивировано 1 октября 2012 года.
Орден Красного Знамени (наградной лист и указ ПВС СССР от 20.02.1942 о награждении). Дата обращения: 3 августа 2012. Архивировано 1 октября 2012 года.
Орден Александра Невского (наградной лист и приказ о награждении). Дата обращения: 3 августа 2012. Архивировано 1 октября 2012 года.
Орден Отечественной войны 1 степени (наградной лист и приказ о награждении). Дата обращения: 3 августа 2012. Архивировано 1 октября 2012 года.